# Gmina Glidden

Położenie Gminy Glidden w hrabstwie Carroll

Gmina Glidden (ang. Glidden Township) – gmina w USA, w stanie Iowa, w hrabstwie Carroll. Według danych z 2000 roku gmina miała 1589 mieszkańców.